# Stiftung für Schwerbehinderte Luzern SSBL
Die SSBL Stiftung für selbstbestimmtes und begleitetes Leben begleitet und betreut Menschen mit einer geistigen und mehrfachen Behinderung. Das Angebot der SSBL umfasst die Lebensbereiche Wohnen, Arbeit und Beschäftigung sowie Freizeit. 870 Mitarbeitende bieten an 10 Standorten im ganzen Kanton Luzern 305 Wohnplätze im Erwachsenenbereich und 76 Arbeitsplätze für Tagesbeschäftigte an. Die Geschäftsleitung und die Verwaltung befinden sich in Rathausen bei Emmen.

## Geschichte
Am 16. November 1971 erfolgte die Gründung. Die Initiative ging aus vom Verein der Eltern und Freunde geistig Behinderter (heute insieme), der Schweizerischen Elternvereinigung zugunsten zerebral gelähmter Kinder, der Regionalgruppe Zentralschweiz sowie der Pro Infirmis. 1983 konnten die leer stehenden Gebäulichkeiten im ehemaligen Kinderdörfli Rathausen übernommen werden. Rathausen wurde zum Geschäftssitz der SSBL. Die Namensänderung von der Stiftung für Schwerstbehinderte zur Stiftung für Schwerbehinderte Luzern SSBL erfolgte im Jahre 1990. Eine weitere Namensänderung von Stiftung für Schwerbehinderte Luzern SSBL zu SSBL Stiftung für selbstbestimmtes und begleitetes Leben folgte im Januar 2023. Zusammen mit der Stiftung Brändi wird seit 2002 die Tagesstätte Triva geführt. Seit Anfang 2023 führt die SSBL die Tagesstätte Triva alleine, die Kooperation wurde aufgelöst.
Per Anfang 2024 fand ein Trägerschaftswechsel beim Heilpädagogischen Kinderhaus Weidmatt in Wolhusen statt. Neuer Träger das Heilpädagogisches Zentrum Schüpfheim Chlosterbüel 9 in 6170 Schüpfheim.

## Angebote
In der SSBL werden Frauen und Männer mit einer schweren Behinderung betreut:
- 305 Wohnplätze für Erwachsene
- 76 Tagesplätze
- 5 Gastplätze
- 30 Personen arbeiten in der Tagesstätte Triva.

## Standorte
Die SSBL ist in 10 Gemeinden des Kantons Luzern präsent:
- Arbeiten: Ateliergruppen: ATG 1A-1C, Emmen-Rathausen
- Arbeiten: Ateliergruppe: ATG 1D, Wolhusen
- Arbeiten: Ateliergruppe: ATG 1E, Bad Knutwil
- Wohnen Pflege: Rigi 2 + 3, Mythen 2 + 3, Klewen 2+3, Emmen-Rathausen
- Wohnen Struktur: Rigi 1A+1B, Klewen 1A+1B, Mythen 1A+B, Emmen-Rathausen
- Wohnen Vielfalt: Rothorn 1–4, Titlis 1–3, Lindenberg 1–4
- Wohnen Kanton Vielfalt: Buchrain Moosweid, Hitzkirch Nünegg, Baldegg und Heidegg, Bad Kntuwil Sonnenblume und Akelei, Pfaffnau Striterhof, Reiden, Schüpfheim Gärtnerhüsli 1+2,
- Tagesstätte Triva, Luzern[4]

## Finanzierung
Die SSBL verfügt seit 2008 über einen Leistungsauftrag und eine Leistungsvereinbarung mit dem Kanton Luzern. Die SSBL ist gemäss dem Gesetz über soziale Einrichtungen des Kantons Luzern anerkannt. Die SSBL trägt das Zewo-Gütesiegel, welches gemeinnützige Organisationen für den gewissenhaften Umgang mit Spendengeldern auszeichnet.

## Belege
1. ↑  https://www.ssbl.ch/geschichte
2. ↑  insieme
3. ↑  Tagesstätte Triva
4. ↑  Tagesstätte Triva
5. ↑  Sieben NPO erhalten neu das Zewo-Gütesiegel – Gratulation! In: zewo.ch. 15. Januar 2019, abgerufen am 6. Februar 2019.